# سياسة القهوة مع الحليب
سياسة القهوة مع الحليب كان مصطلحًا يشير إلى هيمنة السياسة البرازيلية في ظل الجمهورية القديمة (1889-1930) من قبل نبلاء ساو باولو (التي تهيمن عليها صناعة القهوة) وميناس جرايس (التي تهيمن عليها مصالح الألبان)، ويمثلها حزب باوليستا الجمهوري والحزب الجمهوري ميناس.
يشير الاسم إلى مقهى مشروبات القهوة الشهير "القهوة مع الحليب"، في إشارة إلى الصناعة المهيمنة على التوالي في الولايات.

## التاريخ
في ظل الجمهورية البرازيلية القديمة مكنت الآلات السياسية للزبائن في الريف القلة الزراعية، وخاصة مزارعي البن في ولاية ساو باولو المهيمنة من السيطرة على هياكل الدولة لصالحهم، ولا سيما هياكل الدولة المركزية الضعيفة التي نقلت السلطة بشكل فعال إلى الزراعة المحلية.
في ظل الجمهورية القديمة استندت سياسة القهوة مع الحليب إلى سيطرة ولايتي ساو باولو وميناس جيرايس على سياسة الجمهورية، وهي الأكبر من حيث عدد السكان والثروة. يمكن للمرء أن يوضح مدى تلك الهيمنة من خلال الإشارة إلى أن الرؤساء الأوائل للجمهورية كانوا من ساو باولو وخلفهم بعد ذلك بالتناوب بين الحكام المنتهية ولايتهم للولايتين الرائدتين في الرئاسة.
استندت سياسة القهوة مع الحليب على نظام حكم القلة المعروف باسم الإكليل. يُعرف هذا المصطلح باسم "حكم الكولونيل"، وهو يشير إلى نظام الرئيس الكلاسيكي الذي تم بموجبه مركزية سيطرة المحسوبية في أيدي الأوليغارشية المهيمنة محليًا والمعروفة باسم "العقيد"، ولا سيما في ظل جمهورية البرازيل القديمة، والتي كانت ستوزع تفضل مقابل الولاء.
في غضون ذلك استاءت ولايات أخرى من قبضة ساو باولو وميناس جيرايس على الدولة المركزية. دفع الجفاف الشديد عام 1877 في الشمال الشرقي والانهيار الاقتصادي الذي تلاه إلى جانب إلغاء العبودية في ثمانينيات القرن التاسع عشر، إلى هجرة العمالة الجماعية للعبيد المحررين والفلاحين الآخرين من الشمال الشرقي إلى الجنوب الشرقي، مما عجل بتدهور حكم الأوليغارشية السكرية في الشمال. مع النمو المتزامن للقهوة في الجنوب الشرقي، بدأت ساو باولو التي ظهرت الآن كولاية مركزية في زيادة قوتها في ظل الجمهورية القديمة. عارض ملاك الأراضي في الشمال الشرقي بشدة حكم القلة المتنافسين في ساو باولو، موضحين دورهم في ثورة 1930.
كان هناك المزيد من حالات المعارضة السياسية المنظمة لسياسات القهوة مع الحليب قبل ثورة عام 1930، مثل الانتخابات الرئاسية لعام 1910، المتنازع عليها من قبل هيرميس دا فونسيكا بدعم من ميناس جيرايس وروي باربوسا، التي أقرها ساو باولو عن طريق الحملة المدنية.
بمرور الوقت من شأن التجارة المتنامية والتجارة والصناعة في ساو باولو أن تعمل على تقويض الهيمنة على سياسة الجمهورية من قبل طبقة النبلاء المملوكة للدولة نفسها (التي تهيمن عليها صناعة البن) وميناس جيرايس (التي تهيمن عليها مصالح الألبان) المعروفة آنذاك من قبل المراقبين كسياسة القهوة مع الحليب. تحت قيادة جيتوليو فارغاس التي بشرت بها الطبقة الوسطى والأوليغارشية الزراعية من الولايات المحيطية المستاءة من الأوليغارشية البن، تحركت البرازيل نحو هيكل دولة أكثر مركزية أدى إلى تنظيم وتحديث حكومات الولايات، والانتقال نحو المزيد من الاقتراع العام والاقتراع السري، بالتدريج تحرير السياسة البرازيلية من قبضة الإكليل.
ومع ذلك لا يزال إرث القهوة مع الحليب واضحًا للعيان. لا تزال السياسة البرازيلية معروفة بكونها ميراثًا وأوليغارشيًا وشخصيًا للغاية، ولا تزال ساو باولو وميناس جيرايس ولايتين مهيمنتين في البلاد.